# Petru Gherghel
Petru Gherghel (n. 28 iunie 1940, Gherăești, România) este un cleric romano-catolic român, care a condus timp de peste 40 de ani Episcopia Romano-Catolică de Iași mai întâi ca administrator apostolic (1978-1990) și apoi ca episcop (1990-2019).

## Biografie
Petru Gherghel s-a născut la data de 28 iunie 1940 în satul Gherăești (județul Neamț), din părinții Petre Gherghel și Maria Dăncuț, o familie cu patru frați și două surori. După terminarea școlii generale în satul natal, a intrat la Seminarul Catolic din Iași. La 29 iunie 1965 a fost hirotonit preot la Alba Iulia de către Áron Márton, episcopul romano-catolic de Alba Iulia. A activat ca vicar parohial mai întâi în Barticești, iar în anul 1967 a fost transferat în municipiul Rădăuți, unde a lucrat împreună cu pr. Iosif Krassler. La data de 1 noiembrie 1970 a fost numit profesor de teologie morală la Seminarul Catolic „Sf. Iosif” din Iași, iar în martie 1975 a fost numit rector al Seminarului, în locul lui Eduard Ferenț. 
În perioada cât a fost rector al Seminarului Catolic din Iași (1975-1978) a fost schimbată structura de învățământ, întrucât a devenit obligatoriu învățământul de zece ani. În contextul noii Ostpolitik a Vaticanului a avut loc o relaxare a relațiilor cu autoritățile comuniste, ceea ce a dus la mărirea cifrei de școlarizare a seminariștilor, obținerea documentelor Conciliului Vatican II și a unor publicații din străinătate, posibilitatea multiplicării locale a cursurilor și cărților cu caracter intern, sub coordonarea părintelui Ioan Ciuraru etc. Un aspect semnificativ din această perioadă l-a reprezentat cutremurul din 4 martie 1977, care a avariat foarte grav clădirea Seminarului, mai ales partea din față, ce trebuia demolată și refăcută. Cu această ocazie, autoritățile de stat au aprobat, destul de greu, consolidarea și amplificarea localului Seminarului. 
La câteva zile după cutremur, la 19 martie 1977, a murit episcopul colaboraționist Petru Pleșca, „provicar” în cadrul Arhidiecezei de București și conducător de facto al Episcopiei de Iași (nerecunoscută oficial de autoritățile comuniste). Preotul Andrei Gherguț i-a urmat acestuia la conducere, în calitate de ordinarius substitutus. Acesta fusese desemnat în această funcție de către episcopul Petru Pleșca, dar nu a fost acceptat de autoritățile comuniste. În această situație delegații Sfântului Scaun, diplomații Luigi Poggi și John Bukovsky, în urma consultării clerul local, l-au propus autorităților statului pe preotul Petru Gherghel, rectorul Seminarului, care a fost acceptat tot ca provicar al Arhiepiscopiei Romano-Catolice de București.
La data de 21 februarie 1978 papa Paul al VI-lea l-a numit în funcție pe preotul Petru Gherghel, în vârstă de doar 37 de ani. Numirea pr. Gherghel ca ordinarius ad nutum Sanctae Sedis cum munere administratoris apostolici (cu jurisdicție canonică și supus direct Sfântului Scaun, cu atribuții de administrator apostolic) și nu ca ordinarius substitutus reprezenta pentru Dieceza de Iași un prim pas spre normalizarea situației ecleziale, deoarece de la arestarea episcopului diecezan Anton Durcovici, ea fusese condusă doar de ordinarii substituți.
Ceremonia înmânării acestei numiri a avut loc în capela Palatului arhiepiscopal din București la data de 3 aprilie 1978, în prezența delegaților Sfântului Scaun și a unui grup restrâns de preoți, între care se aflau pr. Andrei Gherguț, pr. Ioan Robu, pr. Grigore Duma și pr. Eduard Sechel. Instalarea sa ca ordinarius la Iași a avut loc în ziua de 4 aprilie 1978, în cadrul unei sfinte Liturghii solemne, la care au concelebrat, alături de PS Petru Gherghel, pr. Dumitru Patrașcu, paroh și decan de Iași, cel care a citit decretul de numire, pr. Grigore Duma, pr. Anton Despinescu, pr. Alois Fechet și pr. Ioan Robu.
La momentul respectiv Dieceza de Iași avea de 78 parohii, organizate în două decanate (Iași și Bacău), în care lucrau circa 100 de preoți. 
În urma unei discuții purtate la Roma între profesorul Petru Tocănel și superiorul minoriților Gheorghe Pătrașcu, căruia i s-a permis deplasarea în străinătate, Securității i-a parvenit informația că rectorul Eduard Ferenț este avut în vedere de Vatican pentru funcția de episcop al Diecezei de Iași. Având în vedere temerea că preotul Ferenț ar putea avea o atitudine mai favorabilă în chestiunea ceangăilor de limbă maghiară, Direcția I din cadrul Securității a dispus „compromiterea și împiedicarea numirii celui în cauză ca episcop.” În anul 1982 administratorul apostolic Petru Gherghel l-a destituit pe profesorul Eduard Ferenț din funcția de rector al Seminarului Teologic și l-a numit paroh de Somușca.
În timpul păstoririi ca administrator apostolic (21 februarie 1978-14 martie 1990) s-au ridicat numeroase biserici, s-a ridicat moderna clădire a Seminarului din Iași, s-au deschis numeroase parohii noi, au fost hirotoniți aproape 150 de preoți, au fost trimiși mai mulți preoți la studii în străinătate etc. În paralel, Direcția I din cadrul Securității a desfășurat ampla operațiune cu numele de cod „Trotuș”, care viza inducerea în eroare a opiniei publice internaționale cu privire la respectarea drepturilor omului în România.

## Episcop romano-catolic de Iași

PS Petru Gherghel, episcop al Diecezei Romano-Catolice de Iași

Revoluția din 1989 a deschis un orizont nou de reorganizare bisericească și de propășire spirituală. Astfel, la data de 14 martie 1990, Papa Ioan Paul al II-lea l-a ales și l-a numit pe Mons. Petru Gherghel ca episcop de Iași. Consacrarea a fost oficiată la Seminarul din Iași, la 1 mai același an, de către cardinalul Angelo Sodano, delegat al papei Ioan Paul al II-lea, asistat de către arhiepiscopul Ioan Robu și Reinhard Lettmann, episcop de Münster (Germania). Episcopul Petru Gherghel și-a ales ca motto al stemei episcopale versetul Ut omnes unum sint! („Ca toți să fie una”). 
După aceste evenimente, întreaga viață catolică diecezană a luat un nou avânt. A fost reorganizată Dieceza de Iași și și-au reluat activitatea sau au apărut numeroase instituții bisericești: Curia Diecezană, Tribunalul Bisericesc, Consiliul Prezbiteral, Comisia pentru Cler, Comisia Liturgică, Comisia Biblică, Departamentul de Istorie a Bisericii Catolice din Moldova, Oficiul Diecezan pentru Cateheză, Centrul Misionar Diecezan etc. 
S-a reluat învățământul religios în școli. S-au înființat Seminarul Teologic Liceal din Iași, Liceul Catolic „Sf. Iosif” din Bacău, Colegiul Sanitar, Școala de Cântăreți Bisericești, Școala Postliceală „Fericitul Ieremia” din Iași etc. Începând cu anul universitar 2002-2003, în învățământul universitar din România, a început să funcționeze o nouă facultate în cadrul Universității „Al.I. Cuza” din Iași: Facultatea de Teologie Romano-Catolică. Ea are trei secții, cu dublă specializare: teologie romano-catolică didactică - asistență socială; teologie romano-catolică didactică - limba și literatura română; teologie romano-catolică didactică - limbi și literaturi străine (engleză). 
În această perioadă, s-au înființat diferite instituții sociale: numeroase case de copii, grădinițe, orfelinate, spitale și dispensare, centrele „Caritas”, Organizația Kolping, Asociația Medicilor Catolici, asociațiile de adulți, tineri și copii, redacțiile publicațiilor catolice diecezane și parohiale etc. 
Au venit în Moldova numeroase Ordine și Congregații catolice. Și-a putut relua activitatea Provincia Franciscană din Moldova și Seminarul Franciscan de grad universitar și liceal din Roman, s-au înființat centrele de formare de la Onești, Mărgineni, Traian (jud. Neamț), Huși, Prăjești etc. 
După anul 1989, a început construirea unei noi biserici lângă Catedrală și au fost înființate alte trei parohii pentru credincioșii din Iași: „Sf. Tereza a Pruncului Isus” (1995), „Sf. Anton de Padova” (1996) și Parohia Tomești cu filiala Dancu (1997). Iașul găzduiește în prezent numeroase ordine și congregații masculine și feminine. Învățământul catolic la Iași a cunoscut un avânt deosebit prin înființarea unor școli și facultăți specializate. 
La 15 august 1990 episcopul Petru Gherghel cu un sobor de preoți sfințește piatra de temelie a noii catedrale. Lucrările sunt însă oprite după câteva luni și se vor relua în 1992 cu o translare a amplasamentului inițial. Construcția capătă și o nouă arhitectură. Lucrările au fost reluate în august 1992 și până la finalul anului s-au turnat fundațiile. În octombrie 1993 era turnată placa la cota zero. La Crăciunul anului 1993 s-a celebrat prima Liturghie la subsol. În iunie 1998 catedrala era ridicată; la 24 iunie 1998 s-a celebrat prima sfântă Liturghie, PS Petru Gherghel hirotonind 12 preoți. S-a lucrat după aceea la acoperiș, la finisare și la mobilare. Catedrala nouă a fost sfințită la 1 noiembrie 2005, în prezența a 23 de episcopi din țară și străinătate, a 200 de preoți din Dieceza de Iași, a poporului credincios și cu participarea sponsorilor din țară și străinătate.
Episcopul Petru Gherghel a fost principal consacrator al episcopilor Aurel Percă (8 decembrie 1999) și Iosif Păuleț (6 august 2019) și consacrator al episcopului Cornel Damian (8 decembrie 2003).

## Realizări ca episcop
În ciuda condițiilor grele, catolicii din Iași, susținuți și încurajați de păstorii lor, au reușit să-și păstreze credința, numărul lor fiind mereu în creștere. Astfel, dacă în anul 1979 în Iași existau 7.320 de credincioși catolici, în anul 1993 erau 9.914 catolici, iar în 2019 circa 13.000.  
În perioada 2001-2004 s-a desfășurat Sinodul Diecezan din Iași. Timp de reflecție, rugăciune, analiză și înnoire, Sinodul a fost convocat și cu scopul de a face o analiză a problemelor existente în biserica locală, precum și o soluționare a acestora. 
În perioada 8-22 iunie 2004 bustul aurit și relicva conținând fragmente din trupul Sfântului Anton de Padova au poposit pe teritoriul Diecezei de Iași, fiind purtate în pelerinaj pe întreg cuprinsul Diecezei de către PS Petru Gherghel. Ca urmare a dorinței credincioșilor români, în special al celor din Moldova, moaștele Fericitului Ieremia Valahul (beatificat la 30 octombrie 1983) au fost aduse de la Napoli și depuse la data de 31 mai 2008, în cripta bisericii Fraților Minori Capucini din Onești, care a fost declarată sanctuar diecezan. 
Episcopul Gherghel s-a îngrijit și de soarta credincioșilor români din Dieceză aflați peste hotare. Astfel, PS Petru Gherghel a efectuat vizite misionare în Italia (10-13 martie 2006) și Spania (30 septembrie-2 octombrie 2005). Programul a inclus vizite la diferite locuri religioase, administrarea Mirului și participarea la sfintele liturghii. 
Pe plan ecumenic episcopul Petru Gherghel a colaborat cu mitropolitul Daniel Ciobotea al Moldovei și Bucovinei. Cei doi înalți ierarhi au participat împreună la săptămâna de rugăciune pentru unitatea creștinilor.

## Distincții
A fost decorat în decembrie 2000 cu Ordinul național Serviciul Credincios în grad de Ofițer „pentru slujirea cu cinste, evlavie și dragoste de oameni a cuvântului lui Dumnezeu”.

## Legături externe
- ERCIS - Episcopii Diecezei de Iași
- Vizita pastorală a Episcopului Petru Gherghel în Israel Arhivat în 15 octombrie 2006, la Wayback Machine.
- Preotul Petru Gherghel, rector al Seminarului "Sf. Iosif" din Iași Arhivat în 11 octombrie 2007, la Wayback Machine.